# Jason McCrainor
Jason McCrainor (* 18. September 1992) ist ein ehemaliger irischer Eishockeyspieler, der seine gesamte Karriere auf der irischen Insel verbrachte.

## Karriere
Jason McCrainor begann seine Karriere in der Jugendabteilung der Belfast Giants. Von 2009 bis 2011 spielte er für die Dundalk Bulls in der Irish Ice Hockey League. Anschließend beendete er seine Karriere.

### International
Im Juniorenalter spielte McCrainor für Irland bei den U18-Weltmeisterschaften der Division III 2009 und 2010.
Er nahm mit der Herren-Auswahl von der grünen Insel an der Weltmeisterschaft der Division III 2010 teil. Bei der Weltmeisterschaft 2011 spielte er mit seinem Team in der Division II.

## Erfolge und Auszeichnungen
- 2010 Aufstieg in die Division II bei der Weltmeisterschaft der Division III, Gruppe A